# Veretjecultuur
De Veretjecultuur of Veretjocultuur (Russisch: Мезолитическая культура Веретье (Веретьё)) is een archeologische cultuur van het mesolithicum (9e millennium v.Chr.) in het zuiden van de oblast Archangelsk en het noorden van de oblast Vologda. Ze werd in 1983 geïdentificeerd door Svetlana Osjibkina op basis van archeologisch onderzoek op de locatie Nizjneje Veretje uitgevoerd in 1978-1980.

## Sites
De volgende sites werden toegeschreven aan de Veretjecultuur:
- Nizjneje Veretje
- Veretje I
- Soechoje
- Pogostisjtsje I
- Loekintsjicha
- Ljoksjma 4
- Popovo-begraafplaats
- Pestsjanitsana Latsje-begraafplaats

De sites bevinden zich in een compacte groep in het Vozje-Latsja-merensysteem, alleen Pogostisjtsje I bevindt zich afgezonderd 100 kilometer naar het zuiden. Sporen van locaties en individuele vondsten die kenmerkend zijn voor de Veretjecultuur werden gevonden langs de rivieren Vologda, Tosjnja, Tsjagodosjtsja, en aan de bovenloop van de Soechona nabij het dorp Sjoejskoje. Alle sites bevinden zich op oude oevers van rivieren en meren, en de mondingen van verdwenen rivieren.
De nederzettingen Nizjneje Veretje, Veretje I, Soechoje, Pogostisjtsje I en Popovo waren gerelateerd aan turfafzettingen in de laaglanden van rivieren en meren.

## Geschiedenis van het onderzoek
Onderzoek naar de Veretjenederzetting werd in 1929 gestart door een expeditie van het Nationaal Historisch Museum onder leiding van Maria Foss. De expeditie, die in de buurt van het Latsjameer werkte, hield zich bezig met het onderzoek van uit de beschrijving van de expedities van Ivan Poljakov in 1871 en 1873 bekende lokaties. De site werd gevonden op de linkeroever van de Kinema, op een heuvel met moerasvegetatie. Het site had twee cultuurlagen, uit het mesolithicum en het midden-neolithicum
In 1929 ontdekte de expeditie van M. E. Foss een kilometer van de samenvloeiing van de Kinema in het Latsjameer de begraafplaats van Popovo: tien begrafenissen van volwassenen en kinderen met een groot aantal grafgiften in afzonderlijke rituele kuilen, en begrafenissen uit de 12e-13e eeuw omvattend. De mesolithische begrafenissen bevonden zich in twee rijen georiënteerd naar het oosten of noordoosten.
De Pogostisjtsje I-site op de linkeroever van de Modlona werd in de jaren veertig ontdekt en onderzocht door Aleksandr Brjoesov, en gedateerd op basis van overeenkomsten met de cultuurlaag Veretje I. De laag was arm aan vondsten, hetgeen Osjibkina de conclusie liet trekken over het tijdelijke karakter van het kampement.
De volgende fase in de studie van de Veretjecultuur was geassocieerd met veldonderzoek door de Noordelijke expeditie van het Archeologisch Instituut van de Academie van Wetenschappen van de Sovjet-Unie in 1978. De expeditie deed een poging om Nizjneje Veretje verder te bestuderen om de leeftijd te verduidelijken. Het resultaat van het onderzoek was de ontdekking van een nieuwe Veretje I-site, onaangetast door kuilen en uitgravingen, met een cultuuraag onder een veenmoeras op een lage oever.
In hetzelfde jaar werd in een moerassig hoogland op de rechteroever van de Kovzja de Soechoje-site ontdekt. De naam is gerelateerd aan de aard van het gebied waar de meerlagige site zich bevindt, sinds de 19e eeuw bekend bij de inwoners van vijf dorpen met de gemeenschappelijke naam Nokola. De cultuurlagen dateren van het mesolithicum tot de vroege bronstijd. In de onderste mesolithische cultuurlaag werden stenen werktuigen gevonden, zoals vuurstenen schrapers en geretoucheerde klingen. De benen artefacten omvatten eenvoudige punten en twee pijlpunten. Op de site zijn resten gevonden van een woning op grondniveau met stookplaats.
De site van Loekintsjicha bevindt zich op een afstand van 1,8 tot 2,0 km van de huidige noordelijke oever van het Latsjameer, aan de bron van de rivier de Loekintsjicha. Ze werd ontdekt door de lokale bevolking. In 1987 werd een inspectie van de locatie uitgevoerd door V. V. Sjeveljov en I. S. Manjoechin. In Loekintsjicha werd een hoornen dolk gevonden, aan één zijde bedekt met een karakteristiek geometrisch ornament. Artefacten van vuursteen en bot waren typerend voor de late periode van de Veretjecultuur en hebben overeenkomsten met de vondsten op de Nizjneje Veretje-site.

## Menselijke resten
De begravenen in de mesolithische begraafplaats van Popovo aan de Kinema hebben de grootste gelijkenis met de bewoners van Joezjny Oleni-eiland in het Onegameer. Beide typen kunnen worden opgenomen in een enkele cluster van de oudste Kaukasoïde bevolking van Oost-Europa, verschillend van de Kaukasoïden van de Baltische staten en Oekraïne. Botresten van de Pestsjanitsa-site behoorden toe aan een 45-50-jarige man. De Pestsjanitsa-man behoorde tot de lange dolichocraniale paleomorfe Kaukasiërs en was lang (~ 175-177 cm). De lengte van de Pestsjanitsa-man vindt geen analogieën onder de bevolking van naburige gebieden tijdens het mesolithicum, maar er is een zekere gelijkenis met de bevolking van de voorafgaande laatpaleolithische periode.

## Paleogenetica
DNA-onderzoek van twee individuen van de Popovo-begraafplaats aan de Kinema, die 7.500 BP leefden, maakte het mogelijk om mitochondriale haplogroepen te bepalen: in het Po4-monster: U4, in het Popovo2-monster: U4d. Y-DNA van de Oostelijke Jager-Verzamelaars (Eastern Hunter Gatherer) werd gevonden in Popovo 2, maar vanwege de lage dekking was het niet mogelijk om de Y-chromosomale haplogroep te bepalen.
In monster PES001 (10.785–10.626 BP) Van de Pestsjanitsa 1-begraafplaats aan het Lacha-meer, werd de DNA-sequentie bepaald met een dekking van 1,15× en werd de Y-chromosomale haplogroep R1a5-YP1301 (onder R1a1b~-YP1272) bepaald ( R1a-YP1306* op Yfull) en de mitochondriale haplogroep U4a1 (doodlopende subclade U4a1-a*), in het Karavaicha 1-monster (6.457-6.258 BP) van de Karavaicha-site is de mitochondriale haplogroep T2a1b1.
Van monsters van de mesolithische vindplaats van de Veretjecultuur in het dorp Minino nabij het Koebenskoje-meer werden bij Min11 (8.671 ± 48 - 8.092 ± 94 BP), Min3 (7.472 ± 52 BP), en Min8 (6.450 - 5.800 v.Chr.) de mitochondriale haplogroep U4a1 bepaald, in monsters Min2 en Min5 (8.740 - 8.420 BP) de mitochondriale haplogroep U4a2, in het Min10-monster (5.650 - 4.600 BP, gekalibreerde datum) - mitochondriale haplogroep U4d.

### Honden
De hond Veretje 1 van de vindplaats Veretje I, die 10.930 BP leefde (ongekalibreerde datum 9.575 ± 50 jaar BP), werd nucleair DNA gesequenced. 
De tweede hond van de Veretje I-site waarvan de DNA-sequentie werd bepaald, het Veretje 2- exemplaar, dateerde ongeveer 10.900 BP. In het genoom van deze honden zijn er stamlijnen die geassocieerd zijn met zowel Arctische (66% en 71%) als West-Euraziatische (34% en 29%) lijnen. 
Een analyse van het volledige genoom van 27 prehistorische honden toonde aan dat ongeveer 11.000 BP er in Europa, het Midden-Oosten en Siberië ten minste vijf verschillende genetische hoofdlijnen van honden waren (het neolithicum van de Levant, het mesolithicum van de Archangelsk-regio, het mesolithicum van de Baikal-regio, het oude Amerika en de zingende hond van Nieuw-Guinea). Dat wil zeggen dat de domesticatie van honden al aan het einde van het laatpaleolithicum begon, vóór de overgang van het Pleistoceen naar het Holoceen. 
In het genoom van de honden van de Zjochov-site, die ongeveer 1000 jaar later leefden dan de Veretje-honden, zijn er geen lijnen van West-Euraziatische oorsprong. Dit geeft aan dat de westelijke stamboomlijnen van honden het Siberische Noordpoolgebied 9.500 BP nog niet hadden bereikt. 
Het DNA van honden gevonden op de mesolithische site van Veretje, in het Baikal-meergebied, in Noord-Amerika en op het Zjochoveiland, is vergelijkbaar met het DNA van moderne Nieuw-Guinese zingende honden. De Veretje-hond is verwant aan de oosterse voorouderlijn (Eastern progenitor).

## Chronologie
De chronologie is door Osjibkina vastgesteld op basis van tien absolute data van Veretje I. De data zijn gemaakt door C14-datering van monsters van steenkool, bewerkte hoorn, turf, onbewerkt en verkoold hout, en hebben een tijdsinterval van 9.370 +/-80 tot 8.200 +/-80 BP.
Ook werd de ouderdom van de begraafplaatsen bepaald door de methode van radiokoolstofanalyse met behulp van botmateriaal:
- Popovo - vroege groep: begrafenis 9 - 9.730 ± 110, item 3 - 9.520 ± 130, item 1 - 9.430 ± 150 BP, late groep: begrafenis 6 - 7.510 ± 150, item 8 - 7.150 ± 160 BP
- Pestsjanitsa - 9.810 ± 120 BP
- Loekintsjicha - 6.880 ± 40, gekalibreerde datum - 5.950-5.530 BP

## Territoriale grenzen
Analogieën in de strategie van de ontwikkeling van de noordelijke gebieden door de bevolking van de Veretjecultuur en het verzamelen van hun inventaris zijn te vinden in het oosten op de locaties Javronga 1 (8.530 BP, het Krasny Okoen-meer in het Pinega-bekken), Pizjma 2 (Jamozero-meer in het stroomgebied van de Petsjora), Vis 1 en Visski 1-veenmoeras (8.480-7.330 BP), en het Sindorskoje-meer in het stroomgebied van de Vym). Op basis van de materialen van deze sites wordt aangenomen dat elementen van de Veretjecultuur zich in oostelijke richting verspreidden, wat echter door Osjibkina wordt tegengesproken, aangezien naar haar mening de cultuursites van Veretje eindigen waar het "mesolithicum van de oostelijke gebieden van Noord-Europa" begint.